# 千谷七郎
千谷 七郎（ちたに しちろう、1912年9月24日 - 1992年6月26日）は、日本の精神病理学者。
鳥取市生まれ。鳥取第一中学校（現鳥取県立鳥取西高等学校）卒、第一高等学校理乙卒、東京帝国大学医学部卒、同精神神経科講師、1950年東京女子医科大学教授、1957年「精神科とCortisone様作用物質」で東京女子医科大学医学博士、のち名誉教授。日本文化会議会員。
鳥取第一中学校時代には第14回全国中等学校優勝野球大会にも出場した。

## 著書
- 『漱石の病跡 病気と作品から』勁草書房 1963
- 『遠近抄』勁草書房 1978

### 翻訳
- ルートヴィヒ・クラーゲス『性格学の基礎』詫摩武元共訳 岩波書店 1957
- クラーゲス『意識の本質について』勁草書房 1963
- クラーゲス『表現学の基礎理論』勁草書房 1964
- 『生命と精神 ルートヴィヒ・クラーゲスの面影』編訳 勁草書房 1968
- クラーゲス『人間学みちしるべ』編・訳 勁草書房 1972
- ハインリヒ・シッパーゲス『歴史に映した現代医学』監訳 文光堂 1983
- クラーゲス『人間と大地』共訳 うぶすな書院 1986
- クラーゲス『性格学の基礎づけのために』柴田収一共編・訳 うぶすな書院 1988
- クラーゲス『心情の敵対者としての精神』平澤伸一,吉増克實共訳 うぶすな書院 2008

### 記念論文集
- 『うぶすな 千谷七郎教授還暦記念論文集』勁草書房 1972

## 参考
- 『漱石の病跡』著者紹介
- 『人物物故大年表』